# Bombay Burmah Trading Corporation
La Bombay Burmah Trading Corporation, Limited, souvent simplement appelée Bombay Burmah Trading Company (BBTC) (en birman, ဘုံဘေဘားမား ကုန်သွယ်ရေး ကော်ပိုရေးရှင်း လီမိတက်) est une société de négoce créée en 1863 par les frères Wallace d’Écosse. Deuxième plus ancienne société indienne cotée en bourse, BBTC a été créée pour se lancer dans le commerce du thé birman, lors de la première étape de la reprise des actifs birmans de William Wallace.
La fondation de la société a lieu lorsque les six frères Wallace, à l'origine membres d'une maison marchande écossaise à Édimbourg, débarquent à Bombay (aujourd'hui Mumbai) dans les années 1840. Un partenariat de Bombay est formé en 1848 sous le nom de «Wallace Bros & Co». Au milieu des années 1850, les Wallaces créent une entreprise à Rangoon, expédiant du thé à Bombay. En 1863, l'entreprise est lancée sous le nom de «Bombay Burmah Trading Corporation». Ses capitaux propres sont détenus par les deux marchands indiens ainsi que par les Frères Wallace, qui en détiennent le contrôle. Dans les années 1870, la société est l'un des principaux producteurs de teck en Birmanie et au Siam, et a des intérêts dans le coton, l'exploration pétrolière et la navigation.
Les motivations britanniques pour la Troisième guerre anglo-birmane (en) ont été en partie influencées par les préoccupations du BBTC. Un conflit entre l'État birman et le BBTC a fourni aux dirigeants britanniques un prétexte à sa conquête :224–225. Dans les années 1880, Wallace Brothers est devenue une société financière de premier plan à Londres. Cette firme a pu influer sur l'échange de renseignements sur la Birmanie et, plus critique, sur l'influence croissante de la France dans le pays :227.
La famille Vissanji a acheté l'entreprise aux frères Wallace à l'époque de l'indépendance indienne. En 1992, le BBTC a acquis et fusionné avec BCL Springs (en). Plus tard, BBTC a été racheté par le groupe Wadia basé à Bombay.